# The Daily Dot
The Daily Dot és una revista on-line que tracta dels temes d'Internet. Aspira a ser la "revista local" d'Internet. The Daily Dot té a seva seu a Austin, Texas amb oficines a New York City i a San Francisco. Té un staff editorial de 76 membres a temps complet i afegeix 222 freelancers.
Aquesta revista es finança inicialment amb 600.000 dolars